# Dicladanthera
Dicladanthera, maleni biljni rod iz porodice primogovki smješten u tribus Justicieae, dio potporodice Acanthoideae. Jedine njegove dvije vrste su australski endemi iz Zapadne Australije. Opisan je u Fragmenta Phytographiæ Australiæ 12: 23. 1882.

## Opis
To su polugrmovi koji rastu prvenstveno po pustinjama ili suhim biomima grmlja..Listovi bez stipula, rubovi plojke lista cijeli; dlačice na listovima prisutne ili ih nema. Cistoliti prisutni. Zračni korijeni prisutni ili odsutni. Reproduktivni tip, oprašivanje. Plodni cvjetovi hermafroditi. Nema jednospolnih cvjetova. Mehanizam oprašivanja izrazito specijaliziran ili nespecijaliziran. Cvjetovi pojedinačni ili skupljeni u "cvatove". Završna cvat cimozan ili racemozan. Plod nemesnat; dlakavi, ili nedlakavi; raspuknut; čahura (klavata, sa sjemenom u gornjoj polovici). Kapsule lokulicidne. Plod se elastično rastavlja. Plod ima 2-4 sjemenke. Sjemenke diskoidne; neendospermijski. Embrij dobro diferenciran. Kotiledoni 2. Zametak aklorofilan; zakrivljen. Testa (sjemenica) s tuberkulama. 

## Vrste
1. Dicladanthera forrestii F.Muell., tipična vrsta
2. Dicladanthera glabra R.M.Barker